# Station Landen
Station Landen is een spoorwegstation op een knooppunt van spoorwegen in de stad Landen. Spoorlijn 36 (Brussel - Luik) is de belangrijkste spoorlijn door het station, verder is er de enkelsporige spoorlijn 21 naar Alken en Hasselt. Spoorlijn 127 naar Statte en spoorlijn 147 naar Tamines zijn opgebroken.
Er zijn 5 perrons, 3 geëlektrificeerde wijksporen, een werkspoor en een doodlopend overslagspoor.
In het stationsgebouw is een kantine.
Sinds 1 maart 2024 zijn de loketten van dit station enkel in de week geopend tussen 7.15 en 14.30 uur.

## Treindienst
| Serie       | Treinsoort            | Route                                                                                                 | Bijzonderheden                                 |
| ----------- | --------------------- | --- | ---------------------------------------------- |
| IC 03       | Intercity (NMBS)      | Genk – Landen – Leuven – Brussel-Zuid – Gent-Sint-Pieters – Brugge – Blankenberge                     |                                                |
| IC 14       | Intercity (NMBS)      | Quiévrain – Bergen – Brussel-Zuid – Leuven – Landen – Luik-Guillemins                                 | Rijdt alleen op werkdagen.                     |
| IC 29       | Intercity (NMBS)      | [ De Panne – ] Gent-Sint-Pieters – Aalst – Brussel-Zuid – Brussels Airport-Zaventem – Leuven – Landen | Rijdt in het weekend De Panne - Brussel-Noord. |
| S 9         | GEN (NMBS)            | Landen – Leuven – Brussel-Schuman – Nijvel                                                            | Rijdt alleen op werkdagen.                     |
| S 44        | S-trein Luik (NMBS)   | Landen – Borgworm – Momalle – Luik-Guillemins – Wezet                                                 | Rijdt in het weekend Landen - Luik-Guillemins. |
| P 7300/8300 | Piekuurtrein (NMBS)   | Genk – Hasselt – Landen – Leuven – Brussel-Zuid                                                       | Rijdt alleen op werkdagen.                     |
| P 7310/8310 | Piekuurtrein (NMBS)   | Leuven – Landen – Hasselt – Genk                                                                      | Rijdt alleen op werkdagen.                     |
| P 7375      | Piekuurtrein (NMBS)   | Landen – Luik-Guillemins                                                                              | Rijdt alleen op werkdagen.                     |
| P 7400/8400 | Piekuurtrein (NMBS)   | Luik-Guillemins – Landen – Leuven – Brussel-Zuid                                                      | Rijdt alleen op werkdagen.                     |
| ICT 6900    | Toeristentrein (NMBS) | Brussel-Noord – Brussel-Zuid – Gent-Sint-Pieters – De Panne                                           | Rijdt in juli en augustus.                     |

## Fotogalerij

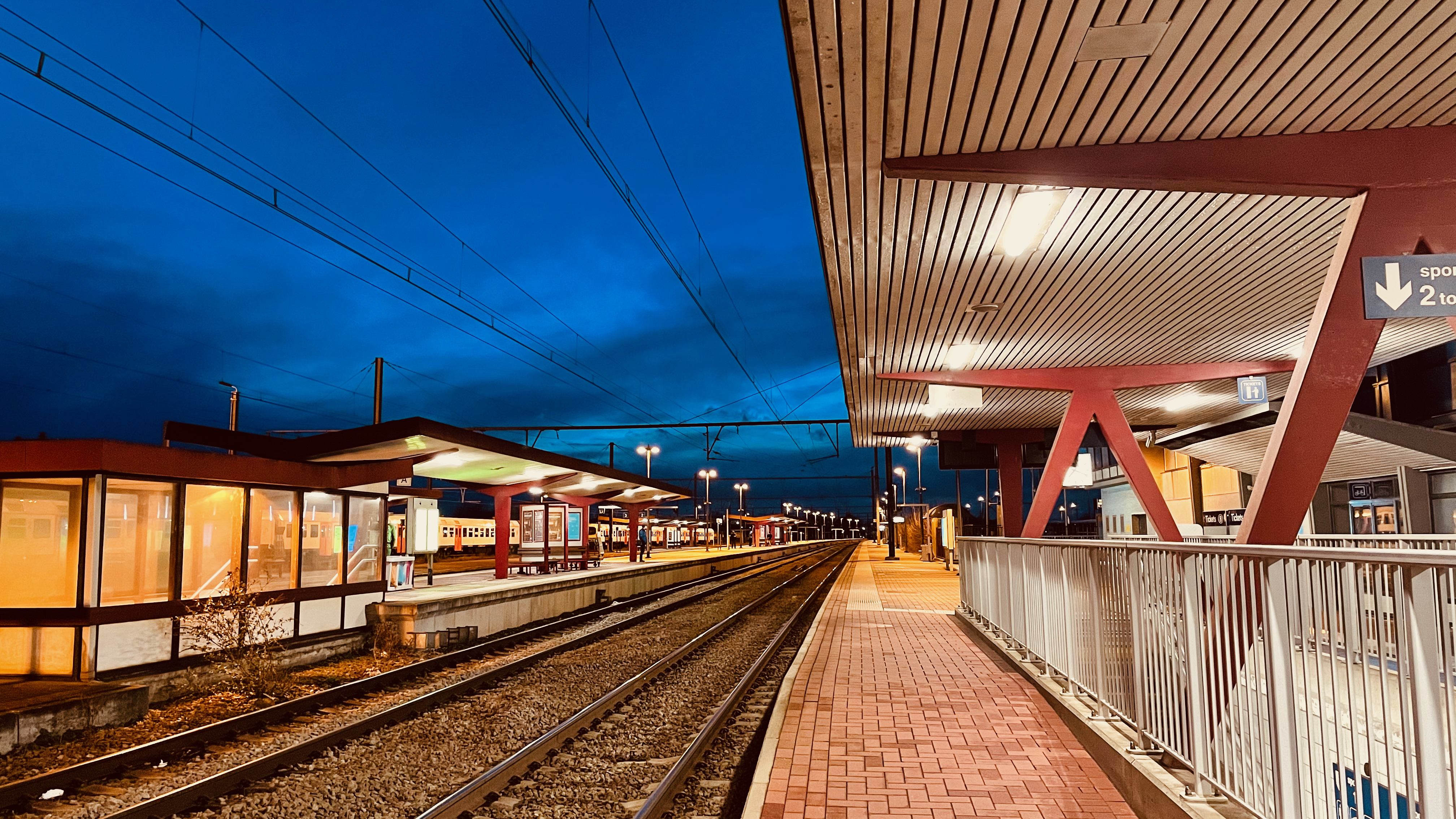
Zicht op de perrons
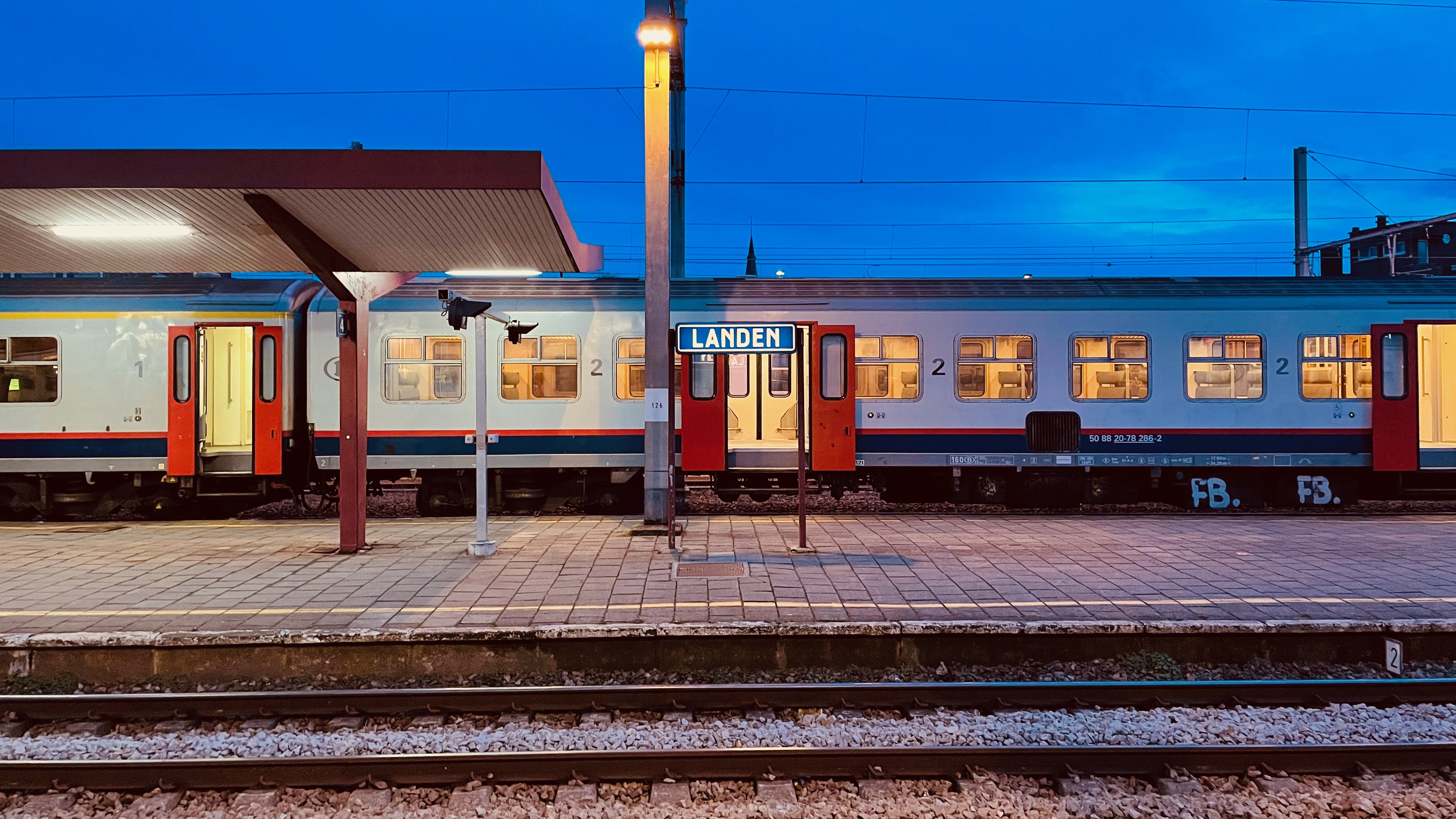
Naambord op een perron

## Reizigerstellingen
De grafiek en tabel geven het gemiddeld aantal instappende reizigers weer op een week-, zater- en zondag.
| Tabel: aantal instappende reizigers station Landen | Tabel: aantal instappende reizigers station Landen | Tabel: aantal instappende reizigers station Landen | Tabel: aantal instappende reizigers station Landen |
|                                                    | Weekdag                                            | Zaterdag                                           | Zondag                                             |
| -------------------------------------------------- | -------------------------------------------------- | -------------------------------------------------- | -------------------------------------------------- |
| 1977                                               | 6 800                                              | 2 739                                              | 882                                                |
| 1978                                               | 6 500                                              | 2 700                                              | 700                                                |
| 1979                                               | 6 308                                              | 2 364                                              | 3 444                                              |
| 1980                                               | 6 340                                              | 2 958                                              | 2 499                                              |
| 1981                                               | 7 055                                              | 2 771                                              | 4 020                                              |
| 1982                                               | 7 713                                              | 2 937                                              | 3 650                                              |
| 1983                                               | 7 084                                              | 2 507                                              | 2 895                                              |
| 1984                                               | 7 664                                              | 3 193                                              | 4 214                                              |
| 1985                                               | 8 228                                              | 3 631                                              | 5 200                                              |
| 1986                                               | 8 263                                              | 3 545                                              | 5 002                                              |
| 1987                                               | 7 741                                              | 3 779                                              | 3 935                                              |
| 1988                                               | 9 042                                              | 4 040                                              | 4 817                                              |
| 1989                                               | 7 890                                              | 3 520                                              | 5 693                                              |
| 1990                                               | 9 574                                              | 4 176                                              | 5 669                                              |
| 1991                                               | 7 542                                              | 4 230                                              | 4 034                                              |
| 1992                                               | 8 506                                              | 4 310                                              | 3 998                                              |
| 1993                                               | 8 461                                              | 3 925                                              | 4 269                                              |
| 1994                                               | 8 080                                              | 3 263                                              | 4 396                                              |
| 1995                                               | 7 820                                              | 4 424                                              | 3 756                                              |
| 1996                                               | 6 116                                              | 2 057                                              | 1 899                                              |
| 1997                                               | 8 286                                              | 4 291                                              | 4 709                                              |
| 1998                                               | 3 058                                              | 1 473                                              | 1 770                                              |
| 1999                                               | 2 706                                              | 1 224                                              | 1 141                                              |
| 2000                                               | 2 803                                              | 1 653                                              | 1 637                                              |
| 2001                                               | 2 943                                              | 1 448                                              | 1 344                                              |
| 2002                                               | 2 697                                              | 1 741                                              | 1 570                                              |
| 2003                                               | 2 674                                              | 941                                                | 1 030                                              |
| 2004                                               | 2 841                                              | 710                                                | 588                                                |
| 2005                                               | 2 520                                              | 684                                                | 662                                                |
| 2006                                               | 3 465                                              | 1 006                                              | 928                                                |
| 2007                                               | 3 889                                              | 912                                                | 796                                                |
| 2008                                               | -                                                  | -                                                  | -                                                  |
| 2009                                               | 3 193                                              | 877                                                | 778                                                |
| 2010                                               | -                                                  | -                                                  | -                                                  |
| 2011                                               | -                                                  | -                                                  | -                                                  |
| 2012                                               | 3 363                                              | 1 354                                              | 1 406                                              |
| 2013                                               | 3 600                                              | 2 121                                              | 1 895                                              |
| 2014                                               | 2 994                                              | 2 053                                              | 1 835                                              |
| 2015                                               | 3 504                                              | 1 262                                              | 1 245                                              |
| 2016                                               | 3 096                                              | 1 036                                              | 1 086                                              |
| 2017                                               | 3 192                                              | 1 284                                              | 1 291                                              |
| 2018                                               | 3 644                                              | 1 557                                              | 1 418                                              |
| 2019                                               | 3 448                                              | 1 353                                              | 1 305                                              |
| 2020                                               | 1 522                                              | 622                                                | 693                                                |
| 2021                                               | -                                                  | -                                                  | -                                                  |
| 2022                                               | 2 703                                              | 1 256                                              | 1 038                                              |
| 2023                                               | 3 007                                              | 1 084                                              | 1 093                                              |
| 2024                                               | 3 125                                              | 861                                                | 670                                                |

0,0: Landen ·
2,2: Attenhoven ·
5,4: Velm ·
7,9: Halmaal ·
10,7: Sint-Truiden ·
13,1: Bornedries ·
15,5: Senselberg ·
17,3: Kortenbos ·
20,6: Hendrikstraat ·
22,3: Alken ·
23,9: Sint-Lambrechts-Herk ·
28,6: Hasselt
0,0: Brussel-Noord ·
2,4: Schaarbeek ·
5,5: Haren-Zuid ·
7,0: Diegem ·
9,4: Zaventem ·
12,0: Nossegem ·
14,7: Kortenberg ·
16,1: Zavelstraat ·
17,8: Erps-Kwerps ·
19,2: Beisem ·
21,1: Veltem ·
24:0: Herent ·
28,8: Leuven ·
34,1: Korbeek-Lo ·
36,1: Lovenjoel ·
40,0: Vertrijk ·
42,0: Roosbeek ·
44,3: Kumtich ·
47,4: Tienen ·
53,8: Ezemaal ·
57,0: Neerwinden ·
60,7: Landen ·
64,0: Gingelom ·
69,0: Jeuk-Rosoux ·
71,5: Corswarem ·
74,5: Waremme ·
77,2: Bleret ·
79,8: Remicourt ·
83,2: Momalle ·
85,4: Fexhe-le-Haut-Clocher ·
87,8: Voroux-Goreux ·
89,9: Bierset-Awans ·
93,4: Ans ·
94,7: Montegnée ·
97,0: Liège-Haut-Pré ·
99,9: Luik-Guillemins
0,0: Landen ·
2,6: Waasmont ·
5,5: Avernas ·
6,3: Bertrée ·
9,6: Hannuit ·
11,5: Villers-le-Peuplier ·
13,9: Avennes ·
17,0: Braives ·
19,7: Fallais ·
22,7: Fumal ·
26,4: Huccorgne ·
28,5: Moha ·
33,6: Statte
0,0: Landen ·
3,8: Racour ·
6,1: Lincent ·
8,3: Maret ·
10,2: Orp ·
13,0: Jauche ·
16,5: Autre-Eglise ·
18,6: Ramillies ·
21,6: Petit-Rosière ·
25,3: Perwez ·
30,7: Grand-Leez-Thorembais ·
33,0: Sauvenière ·
36,3: Gembloers ·
38,6: Penteville ·
41,2: Corroy-le-Château ·
44,9: Sombreffe ·
47,5: Ligny Sud ·
51,7: Fleurus ·
54,6: Lambusart ·
57,1: Moignelée ·
Tamines-Alloux ·
60,5: Tamines